# Yvonne Visser
Yvonne Carolin Visser (ur. 9 lipca 1965 w Millarville) – kanadyjska biathlonistka. W Pucharze Świata zadebiutowała 14 lutego 1986 roku w Falun, gdzie zajęła 20. miejsce w biegu indywidualnym. W zawodach tego cyklu jeden raz stanęła na podium: 2 lutego 1991 roku w Oberhofie była druga w sprincie. Rozdzieliła tam na podium dwie Norweżki: Elin Kristiansen i Hildegunn Fossen. Najlepsze wyniki osiągnęła w sezonie 1990/1991, kiedy zajęła 26. miejsce w klasyfikacji generalnej. W 1986 roku wystąpiła na mistrzostwach świata w Falun, gdzie zajęła 20. miejsce w biegu indywidualnym, 18. miejsce w sprincie i piąty w sztafecie. Jeszcze kilkukrotnie startowała w zawodach tego cyklu, ale nie poprawiła tych wyników. W 1992 roku wzięła udział w igrzyskach olimpijskich w Albertville, zajmując 52. miejsce w biegu indywidualnym i 59. miejsce w sprincie.
Po zakończeniu kariery została trenerem.

## Osiągnięcia

### Igrzyska olimpijskie
| Rok  | Miejscowość | Konkurencje | Konkurencje | Konkurencje | Konkurencje | Konkurencje | Konkurencje | Konkurencje |
| Rok  | Miejscowość | IN          | SP          | PU          | MS          | RL          | MR          | SR          |
| ---- | ----------- | ----------- | ----------- | ----------- | ----------- | ----------- | ----------- | ----------- |
| 1992 | Albertville | 52.         | 59.         | nd.         | nd.         | –           | nd.         | –           |

### Mistrzostwa świata
| Rok  | Miejscowość | Konkurencje | Konkurencje | Konkurencje | Konkurencje | Konkurencje | Konkurencje | Konkurencje |
| Rok  | Miejscowość | IN          | SP          | PU          | MS          | RL          | MR          | SR          |
| ---- | ----------- | ----------- | ----------- | ----------- | ----------- | ----------- | ----------- | ----------- |
| 1986 | Falun       | 20.         | 18.         | nd.         | nd.         | 5.          | nd.         | –           |
| 1987 | Lahti       | 26.         | 26.         | nd.         | nd.         | –           | nd.         | –           |
| 1990 | Mińsk/Oslo  | 41.         | –           | nd.         | nd.         | –           | nd.         | –           |
| 1993 | Borowec     | 25.         | 40.         | nd.         | nd.         | 12.         | nd.         | –           |
| 1994 | Canmore     | –           | –           | nd.         | nd.         | –           | nd.         | –           |

### Puchar Świata

#### Miejsca w klasyfikacji generalnej
| Sezon     | Miejsce |
| --------- | ------- |
| 1985/1986 | ?       |
| 1986/1987 | ?       |
| 1988/1989 | 45.     |
| 1989/1990 | 31.     |
| 1990/1991 | 26.     |
| 1991/1992 | -       |
| 1992/1993 | ?       |
| 1993/1994 | 50.     |

#### Miejsca na podium chronologicznie
| Lp. | Dzień    | Rok  | Miejscowość | Konkurencja      | Lokata | Pudła | Czas biegu | Strata | Zwycięzca        |
| --- | -------- | ---- | ----------- | ---------------- | ------ | ----- | ---------- | ------ | ---------------- |
| 1.  | 2 lutego | 1991 | Oberhof     | Sprint na 7,5 km | 2.     | 0+0   | 24:31,8    | +7,7   | Elin Kristiansen |